# ГЕС Yúliáng
ГЕС Yúliáng (鱼梁航运枢纽) — гідроелектростанція на півдні Китаю у провінції Гуансі. Знаходчись між ГЕС Nàjí (вище по течії) та ГЕС Jīnjītān, входить до складу каскаду на річці Юйцзян, лівій твірній Юцзян, котра впадає праворуч до основної течії річкової системи Сіцзян (завершується в затоці Південно-Китайського моря між Гуанчжоу та Гонконгом) на межі ділянок Qian та Xun.
В межах проекту річку перекрили бетонною греблею висотою 33 метра, яка утримує водосховище з об'ємом 76,9 млн м3 та нормальним рівнем поверхні на позначці 99,5 метра НРМ (під час повені рівень може зростати до 108,5 метра НРМ, а об'єм — до 611 млн м3). У лівобережній частині споруди облаштований судноплавний шлюз з розмірами камери 190х23 метра.
Інтегрований у греблю машинний зал обладнали трьома бульбовими турбінами потужністю по 20 МВт, які забезпечують виробництво 240 млн кВт-год електроенергії на рік.